# ریچل هربرت
ریچل هربرت (انگلیسی: Rachel Herbert؛ زادهٔ ۱۹۳۵ میلادی) بازیگر اهل انگلستان است.
از فیلم‌هایی که وی در آن‌ها نقش داشته‌است، می‌توان به دکتر و شیاطین، ساحره‌گیری، پرده دو، دادگاه جزا و حرفه‌ای‌ها اشاره نمود.